# Pandeyan (Grogol)
Pandeyan is een bestuurslaag in het regentschap Sukoharjo van de provincie Midden-Java, Indonesië. Pandeyan telt 4349 inwoners (volkstelling 2010).